# Västerås-Barkarö landskommun
Västerås-Barkarö landskommun var en kommun i Västmanlands län.

## Administrativ historik
Kommunen bildades 1863 i Västerås-Barkarö socken i Tuhundra härad i Västmanland. 
Vid kommunreformen 1952 inkorporerades kommunen i Dingtuna landskommun.